# Ејми Адамс
Ејми Адамс (енгл. Amy Adams) америчка је глумица, рођена 20. августа 1974. године у Виченци (Италија). Шест пута је номинована за Оскара, што је чини другом по реду живом глумицом са највише номинација без победе, иза Глен Клоус.
Глумачку каријеру започела је наступајући у представама које су се изводиле у ресторанима и ноћним клубовима, све док 1999. године није добила прву филмску улогу у црној комедији Цркни лепотице. Адамсова је након тога играла мање улоге у неколико телевизијских серија и филмова Б продукције, све до 2002. године када је наступила у биографској драми Ухвати ме ако можеш режисера Стивена Спилберга.
До преокрета у њеној каријери дошло је 2005. године са улогом у драми Придошлица, нискобуџетном филму независне продукције, за коју је похваљена од стране критичара и номинована за награду Оскар за најбољу глумицу у споредној улози. Две године касније, играла је главну улогу Дизнијевој музичкој комедији Зачарана, која је наишла на добре реакције критичара и публике, а Адамсовој донела светску славу и прву номинацију за Златни глобус.
Године 2008. Адамсова је наступила у филму Сумња уз Мерил Стрип и Филипа Симора Хофмана, а њена изведба била је номинована за награде Златни глобус, Оскар и БАФТА у категорији „Најбоља глумица у споредној улози“. Адамсова је номинована за ове награде још два пута - за улоге у спортској драми Борац Дејвида О. Расела из 2010. године и психолошкој драми Мастер Пола Томаса Андерсона из 2012. године.
Године 2013. играла је споредне улоге у блокбастеру Човек од челика Зака Снајдера и футуристичкој романтичној комедији Она Спајка Џоунза. Исте године поново је сарађивала са Дејвидом О. Раселом на филму Америчка превара, за који је освојила Златног глобуса и била номинована за бројне друге награде, укључујући и и прву номинацију за Оскара у категорији „Најбоља глумица у главној улози“. Године 2014. тумачила је улогу Маргарет Кин у биографском филму Велике очи редитеља Тима Бертона, која јој је донела још једног Златног глобуса и пету номинацију за награду БАФТА.

## Детињство и младост
Ејми Адамс је рођена у Виченци (регион Венето, Италија) као четврто од седморо деце америчких родитеља Ричарда Кента и Кетлин Адамс (девојачко презиме Хикен). Британског је порекла и има четири брата и две сестре. Глумичин отац је у време њеног рођена служио као војно лице у Касарни Едерле (итал. Caserma Ederle) и селио се са породицом од једне војне базе до друге, све док се нису настанили у Касл Року (Колорадо) када је Ејми имала осам година. Отац је након тога почео да наступа по ресторанима као певач, а њена мајка се бавила бодибилдингом. Иако је Адамсова одрастала као мормонка, након развода родитеља 1985. чланови њене породице више нису били следбеници ове цркве. Адамсова је изјавила да јој је религиозно васпитање „усадило систем вредности кога се и даље држи - златно правило 'Чини другима...' које је остало део ње. И љубав.“
Похађала је средњу школу „Даглас Каунти“ (енгл. Douglas County High School), где је певала у школском хору и истовремено била ученица једног локалног плесног друштва јер је желела да постане професионална балерина. Њени родитељи су прижељкивали да се врати тренинзима атлетике, од које је одустала како би се посветила плесу, у нади да ће јој то обезбедити стипендију за колеџ. Адамсова се осврнула на одлуку да не похађа колеџ речима: „Нисам била од људи који су волели да буду у школи. Упркос томе жалим што нисам стекла боље образовање.“
По завршетку средње школе, преселила се у Атланту са мајком. Пошто је схватила да није довољно надарена да се професионално бави балетом, Адамсова се посветила мјузиклу, за који се показало да „много боље иде уз њену личност.““ Изјавила је да је балет био „превише дисциплинован и уздржан и да су је увек грдили током групних наступа“ и да је њено тело у то време „било сломљено од плеса током свих тих година.“
Адамсова је почела да се самостално издржава радом у бутику „Геп“ са 18 година, а истовремено је наступала у локалном позоришту. Неколико недеља по завршетку средње школе, добила је први стални посао као хостеса у ресторану „Хутерс“, који је између осталог познат по оскудно одевеним младим конобарицама које у њему раде. Иако је напустила посао након три недеље пошто је скупила довољно новца да купи свој први аутомобил, Адамсова је изјавила да је сама чињеница да је ту радила на неко време постала „њена целокупна слика у медијима.“ Признала је да је „дефинитивно било невиности у њеној представи шта Хутерс представља и да је убрзо научила да кратки шортсеви и пиво не иду једно са другим.“

## Каријера

### 1995—2004: Глумачки почеци
Адамсова је глумачку каријеру започела улогама у представама које су се изводиле у ресторанима уз вечеру (тзв. dinner theatre). Наступала је као професионална плесачица у вечерњем театру „Болдер“ (енгл. Boulder's Dinner Theatre), вечерњем театру „Кантри“ (енгл. Country Dinner Playhouse) и у музичкој дворани „Херитиџ Сквер“ (енгл. Heritage Square Music Hall). Овде ју је 1995. запазио позоришни режисер Мајкл Бриндиси из Минеаполиса и Адамсова се убрзо преселила у Чанхасен (Минесота) где је радила у вечерњем театру(енгл. Chanhassen Dinner Theatre) наредне три године. Према глумичиним речима, извођачи у овим представама су пре изласка на сцену прво служили храну гостима, тако да се бавила и конобарисањем све до селидбе у Минесоту. Адамсова је изјавила да је уживала у овом искуству: „Увек ме је одушевљавало колико су људи у овим позориштима талентовани. Када сам стигла у Чанхасен била сам запањена - плесачи су били сјајни и сви су знали да певају... У Лос Анђелесу нема радне етике која се може стећи у позориштима где се из дана у дан изводе нове представе.“
Адамсова је на неко време напустила позориште пошто је истегла мишић, и тада је учествовала на аудицији за сатирчну црну комедију Цркни лепотице из 1999, у којој је остварила своју прву филмску улогу. Колегиница из филма Керсти Али охрабрила ју је да дође у Лос Анђелес, што је Ејми убрзо учинила упркос убеђењу „да Холивуд није место за њу и да је глума у филмовима само за изузетне људе.“ Преселила се у јануару 1997. и описала је своју прву годину у највећем граду Калифорније као „мрачан“ и „суморан“ период током кога је „чезнула за временом које је провела у Чанхасену“ јер је „волела сигурност и добро организован распоред“ и „људе који су јој били као породица.“
Убрзо по доласку у Лос Анђелес, добила је главну улогу у серији Manchester Prep, преднаставку филма Окрутне намере са Саром Мишел Гелар и Рајаном Филипијем. Серију је наручила телевизијска компанија Фокс, али су бројни продукцијски проблеми и незадовољство надлежних крајњим резултатом довели до њеног отказивања. Две снимљене епизоде измонтиране су у филм под називом Окрутне намере 2, који је директно дистрибуиран као видео. Од 2000. до 2002. наступила је у неколико филмова Б продукција и играла је епизоде улоге у серијама Веселе седамдесете, Чари, У канцеларији, Бафи, убица вампира, Смолвил и Западно крило.
У то време, Адамсова се по први пут појавила у високобуџетном холивудском филму - биографској драми Ухвати ме ако можеш Стивена Спилберга са Леонардом Дикаприом у главној улози. Према Спилберговим речима „ова улога је требало да покрене њену каријеру“, али то се није догодило и Адамсова је наредну годину провела без посла. Упркос томе, за глумицу је снимање овог филма било изузетно искуство на које се осврнула речима: „То је био први пут када сам увидела да могу да глумим на истом нивоу са тим људима. Чињеница да је Стивен Спилберг имао поверења у мене улила ми је велико самопоуздање.“ Године 2004. играла је споредну улогу у филму Последње пребацивање и позајмила је глас у анимираној серији Краљ брда. Такође је наступила у серији Доктор Вегас, али је отпуштена након неколико епизода због спора око уговора, а серија је убрзо отказана.

### 2005—2007: Успех код критичара и статус будуће звезде
Пре напуштања серије Доктор Вегас, добила је сценарио за нискобуџетни филм независне продукције Придошлица и учествовала на аудицији за улогу ведре и причљиве младе труднице Ешли Џонстен. Режисер Фил Морисон је одлуку да ову улогу повери Адамсовој објаснио следећим речима: „Многи људи су бацили поглед на Ешли и помислили: 'Какву тугу покушава да сакрије?' Чињенице да Ејми није приступила улози из тог угла, била је кључна ствар за мене.“ Филм је снимљен у Винстон-Сејлему (Северна Каролина) за 21 дан. У то време, Адамсова је напунила 30 година и била је забринута за будућност своје филмске каријере: „Размишљала сам о томе да бих можда требало да се преселим у Њујорк и покушам да се бавим нечим другим. Није била ствар у томе да сам одустала и желела да начиним драматичан корак. Више се радило о томе да ово можда није права ствар за мене.“ Адамсова је изјавила да ју је снимање овог пројекта оснажило и да је на крају лета била срећна и поносна на себе, иако је била без посла. „Знала сам да је битно то што сам снимила овај филм. Када се опредељујем за одређени пројекат, покушавам да не размишљам само о томе како ће утицати на даљи ток моје каријере, зато што се на крају никада не зна да ли ће неки филм бити успешан или последња ствар коју си икада урадио.“ Драма Придошлица премијерно је приказана 2005. на Филмском фестивалу Санденс, где је Адамсова освојила специјалну награду жирија за своју изведбу.
Након премијере романтичне комедије Изнајмљени дечко, у коме је наступила уз Дебру Месинг и Дермота Малронија, филм Придошлица је такође почео да се приказује у биоскопима. Њена изведба наишла је на добре реакције и освојила награде бројних удружења филмских критичара. Карина Чокано из Лос Анђелес Тајмса написала је да је „Адамсова комплексна и суптилна у улози која је веома лако могла да прерасте у карикатуру.“ Џон Лејдон из часописа Варајети прокоментарисао је њену изведбу речима: „Делом захваљујући дарежљивом духу свог лика, али највише захваљујући сопственој харизми, Адамсова доминира филмом својим допадљивом приказом саосећајне оптимисткиње, довољно разумне да препозна недостатке других и довољно љупке да им понуди охрабрење, а не осуду.“ Адамсова је освојила бројна признања за најбољу глумицу у споредној улози, укључујући Награду Националног удружења филмских критичара и награду Спирит. Такође је била номинована за Оскара и Награду Удружења глумаца. Године 2006. Америчка Академија филмских уметности и наука позвала је Адамсову да постане члан.
Иако није реч о филму који је погледала шира публика, многобројни позитивни коментари критичара допринели су томе да порасте интересовање за Адамсову. Наредне године наступила је у комедијама Рики Боби: Легенда брзине и Тинејшес Ди: Трзалица судбине, а гостовала је и у неколико епизода америчког ситкома У канцеларији. У августу 2007. премијерно је приказан Дизнијев анимирани филм Суперпас у коме је позајмила глас Поли Пјурбред, а пар месеци након тога публика је могла да види Адамсову у још једном Дизнијевом пројекту - музичкој комедији Зачарана. Радња филма, који је делом анимирани, а делом играни, прати Жизелу која је пребачена из анимираног света из бајке у стварни Њујорк. Адамсова је једна од 300 глумица које су учествовале на аудицији за ову улогу, али се према речима режисера Кевина Лиме издвојила од осталих јер је „њена посвећеност и способност да постане лик кога тумачи, а да га притом не осуђује, била неодољива.“
Филм је остварио велики успех на биоскопским благајнама, зарадивши преко 340 милиона долара. Њена изведба наишла је на добар пријем код критичара, а Тод Макарти из часописа Варајети описао је Зачарану као „пројекат који ће од Адамсове направити звезду као што је Мери Попинс то учинила са Џули Ендруз.“ Роџер Иберт прокоментарисао је да је Адамсова „освежавајућа и победоносна“, док је Весли Морис из Бостон Глоуба напоменуо да је „показала осећај за комични тајминг и природну елоквентност истинског уметника.“
Улога у овом филму донела јој је прву номинацију за Златни глобус у категорији „Најбоља глумица у играном филму (мјузикл или комедија)“, као и номинацију за Награду Сатурн за најбољу глумицу. Три нумере из Зачаране биле су номиноване за Оскара за најбољу оригиналну песму. Током церемоније доделе, Адамсова је на сцени без икакве пратње извела нумеру „Happy Working Song“ и ово искуство описала као „нешто најстрашније што је икада урадила, али уједно и тренутак у каријери који ју је учинио најпоноснијом.“ Током церемоније, глумица Кристин Ченоует извела је песму „That's How You Know“ из истог филма, а поједини медији критиковали су Америчку филмску академију и Дизни што нису одабрали Адамсову за овај задатак. Она је касније изјавила да јој то није засметало јер је ова нумера „савршена за Ченоуетову“ која је била „велика инспирација за њен портрет Жизеле.“
Успех филма утицао је на то да популарност Адамсове нагло порасте, па се 2007. и 2008. појавила на насловним странама неколико часописа и била домаћин једне епизоде скеч-комедије Уживо суботом увече, у којој је играла бројне ликове, укључујући манекенку Хајди Клум. Године 2007. Адамсова је такође наступила у филму Рат Чарлија Вилсона, уз Тома Хенкса, Џулију Робертс и Филипа Симора Хофмана, у коме је играла Бони Бах, асистенткињу главног лика. Иако је њена улога била мала, ово искуство је на Адамсову оставило велики утисак и описала га је следећим речима: „Било је веома забавно. Бити на снимању, учити од ових људи и добити прилику да посматрам Филипа Симора Хофмана и Тома Хенкса како заједно снимају све те сјајне сцене, које режира Мајк Николс - за мене је то било као повратак у школу.“

### 2008—2012: Краљица споредних улога
Први пројекат Адамсове из 2008. била је драма независне продукције Весело чишћење, премијерно приказана на Филмском фестивалу Санденс. Радња прати самохрану мајку која заједно са својом непоузданом сестром оснива фирму за чишћење крвавих трагова са места злочина како би скупила новац неопходан да сина пошаље у приватну школу. Иако су мишљења критичара на Санденсу била подељена, филм је након биоскопске премијере у марту 2009. углавном наишао на позитивне коментаре. Мик Ласал из Сан Франциско кроникла га је похвалио речима „игра емоција на лицу Ејми Адамс је главни разлог да погледате Весело чишћење.“ Почетком 2008. појавила се у још једном пројекту - романтичној комедији Живети за један дан чија се радња одвија у Лондону 1939. Адамсова је тумачила улогу перспективне америчке глумице Делисије Лафос, чији се живот мења након што упозна средовечну гувернанту госпођицу Петигру коју игра Франсес Макдорманд. Иако је филм наишао на позитивне реакције критичара, неки су сматрали да је Делисија превише слична наивним и раздраганим ликовима из филмова Придошлица и Зачарана који су прославили Адамсову. Карина Чокано из Лос Анђелес Тајмса написала је да је глумица „невероватно вешта за играње паметних ликова који изгледају тупаво.“ Керк Ханикат из Холивуд Репортера имао је сличан коментар у својој рецензији: „Адамсова мање-више репризира улогу принцезе из Зачаране, само са очаравајућим обрисом луцкасте несташности.“ Када су је питали да ли се боји да ће постати жртва тзв. типског кастинга, Адамсова је одговорила: „Не у овом тренутку. Сада само радим оно у чему уживам и појавила сам се у различитим филмовима и играла разне врсте улога. Снимила сам драму ове године, имала сам филм на Санденсу (Весело чишћење), али заиста волим да играм оптимистичне особе, јер на крају дана ликове које тумачиш одводиш кући са собом хтео ти то или не.“ У другом интервјуу, Адамсова је рекла: „Мислим да ме привлачи та врста ликова... Они су веома слојевити и свиђа ми се то што су одлучили да буду весели... Заиста се идентификујем са таквим осећајем наде.“ Такође је навела да овакви ликови за њу представљају нешто ново, јер је на почетку каријере углавном играла улоге „лоших девојка“ пре него што је своју природно плаву косу офарбала у црвену боју, по којој је данас препознатљива.
Крајем 2008, Адамсова је тумачила улогу младе и неискварене часне сестре Џејмс у филму Сумња са Мерил Стрип, Филипом Симором Хофманом и Вајолом Дејвис. За овај пројекат сазнала је преко колегинице из Веселог чишћења Емили Блант, и заинтересовала се за улогу сестре Џејмс, али убрзо је сазнала да је већ понуђена другој глумици. Режисер и сценариста Џон Патрик Шанли, на крају се ипак одлучио да улогу повери Адамсовој, јер „код ње постоји нешто што подсећа на Ингрид Бергман, нека врста сјаја. Видите добру особу која се бори са компликованим светом. Она је невероватно интелигента, али у себи крије јединствену врсту невиности... Има предивно лице пуно светлости.“ Адамсова је изјавила да глума поред Стрипове и Хофмана носи са собом „осећај несигурности, осећај сумње, осећај да желиш да угодиш овим сјајним глумцима.“ и изјавила да се „није плашила глумаца са којима сарађује, него саме себе“ јер покушавала да буде довољно добар глумачки партнер. Филм је наишао на добар пријем код критичара, који су сматрали да је међу четири значајне улоге у филму, Адамсова играла најмање разметљиву. Манола Дарџис из Њујорк тајмса описала је њену изведбу као „несталну“, док је Тод Макарти из Варајетија прокоментарисао да „Адамсова ради оно што би било ко могао са улогом чедне младе опатице.“ Мик Ласал из Сан Франциско кроникла похвалио је глумицу речима: „Адамсова пружа једну од јединствених предности филма. Она узима сестру Џејмс, која је у представи изгледала као резонатор сестре Алојшис, и трансформише младу опатицу у некога заиста специфичног и дивног.“ Адамсова је за ову улогу била номинована за бројне награде за најбољу глумицу у споредној улози, међу којима су Оскар, БАФТА, Златни глобус и Награда Удружења глумаца.
Адамсова је након тога тумачила улогу Амелије Ерхарт у филму Ноћ у музеју 2: Битка за Смитсонијан са Беном Стилером. Филм је са зарадом у износу 15,3 милиона долара током првог викенда надмашио блокбастер Терминатор: Спасење који је почео да се приказује у исто време. Упркос финансијском успеху, коментари критичара су били помешани, мада је већина њих похвалила изведбу Адамсове. Међу онима који су филму дали позитивну оцену био је Мајкл Филипс из Чикаго Трибјуна који је прокоментарисао да се филм „радикално побољша сваки пут када се Ејми Адамс појави на екрану.“ Овен Глиберман из Ентертејмент Виклија написао је да „Битка за Смитсонијан прилично живописна, али је Ејми Адамс та која јој даје праву енергију.“ Роџер Иберт је у својој рецензији филма поменуо да је Адамсова „једина глумица у филму која је успела да надмаши материјал.“ Други су негативно оценили филм и Адамсвоу, а Тај Бур из Бостон Глоуба је описао њен портрет Архартове као „површан и ни по чему сличан правој особи“, док је Лил Лоувенстин из Варајетија сматрао је да се „превише труди.“
Касније исте године, Адамсова је поново наступила уз Мерил Стрип, овог пута у филму Џули и Џулија у коме игра блогерку Џули Пауелс која покушава да припреми сва јела из књиге Овладавање вештином француске кухиње Џулије Чајлд. Критичари су позитивно оценили филм, али су сматрали да је Адамсова остала у сенци много искусније Мерил Стрип. А. О. Скот из Њујорк тајмса написао је следеће: „Госпођица Адамс је дивна и суптилна глумица, али је надмашена од стране своје колегинице и хендикепирана материјалом... и сатерана уза зид нескладом достигнућа Пауелсове и Чајдлове.“
Године 2010. Ејми Адамс је наступила у два филма: романтичној комедији Преступна година и спортској драми Боксер, у којој је играла улогу Шарлин Флеминг, агресивне и истрајне девојке боксера Микија Ворда. Филм је наишао на добар пријем код критичара и био је номинован за за седам Оскара, укључујући награду у категороји „Најбољи филм“. Адамсова је изјавила да је режисер Дејвид О. Расел одлуку да јој повери ову улогу образложио следећим речима: „Ох, ти свакако ниси принцеза - мораћемо да урадимо нешто поводом тога! Желим да разоткријем ту страну твог карактера и пружим ти прилику да се отарасиш имиџа принцезе, зато што то ниси права ти - то је само један аспект посла којим се се бавила.“ Критичари су похвалили изведбе Адамсове, и њених колега Марка Волберга, Кристијана Бејла и Мелисе Лио. Џо Моргенстерн из „Вол стрит журнала“ написао је да је Ејми Адамс овде „снажна, брижна, паметна и смешна као што је била величанствена и дивна у Зачараној. Каква глумица и каква разноликост!“ За улогу у овом филму, Адамсова је била номинована за БАФТУ, награде Удружења филмских критичара и Удружења глумаца, Оскара и Златни глобус у категорији „Најбоља глумица у споредној улози“, мада су последње три награде отишле у руке њене колегинице из филма Мелисе Лио.
Наредне године, вратила се певању у Дизнијевом филму Мапетовци, у коме је играла главну улогу уз Џејсона Сигела, који је такође један од сценариста филма. Сигел је изјавио да је још током писања сценарија имао Ејми на уму: „Написао сам ову улогу за њу... Била је савршен избор од самог почетка. Не знам шта бисмо урадили да нисмо успели да дођемо до ње.“ Адамсова је одлуку да се придружи глумачкој екипи образложила следећим речима: „Ово је нешто уз шта сам одрасла и што сам волела од детињства. Када сам чула да снимају нови филм била сам заиста узбуђена. Џејсон ми је послао ДВД на коме ме он и Кермит позивају да се придружим Мапетовцима. Било је заиста супер. Када вас Кермит замоли да нешто урадите, веома је тешко рећи не.“ Филм је наишао на добре реакције критичара и публике и освојио је једног Оскара. У јулу 2012, Адамсова је наступила у представи Пут кроз шуму Стивена Сондхајма која се изводила у „Јавном театру“ (енгл. The Public Theater) у Њујорку као део летњег фестивала „Шекспир у парку“. Ово је био њен први позоришни наступ на након паузе од 13 година.
У септембру исте године, филмска публика је могла да види Адамсову у улози Пеги Дод, немилосрдне и манипулативне жене лидера религиозног култа „Сврха“, у драми Мастер Пола Томаса Андерсона. Филм је наишао на сјајне реакције критичара, а Адамсовој донео највећи број позитивних коментара у дотадашњој каријери. Весли Морис је у својој рецензији филма за Бостон Глоуб прокоментарисао Адамсову речима: „Чини се да је кључна фигура у „Сврси“ заправо Пеги, чији је дар за угњетавање избалансиран са охолошћу и лукавошћу на начин који само Адамсова уме да изнесе.“ Питер Траверс из Ролинг стоуна је написао да „Ејми Адамс заслужује пуну пажњу на доделама награда за суптилан ауторитет који је унела у ову такозвану савесну жену.“ Кристи Лемир, филмска критичарка новинске агенције Асошијетед прес похвалила је глумицу речима: „Адамсовој је поверена најмање разметљива међу три главне улоге, али је њена изведба на неки начин можда чак и најимпресивнија. Полако и сталожено, она нам открива да је Пеги истински мозак операције - што је застрашујуће, али нам приказује још један аспекат огромне свестраности Адамсове.“ За ову улогу, била је номинована за многе филмске награде, међу којима су Оскар, БАФТА и Златни глобус за најбољу глумицу у споредној улози. Исте године, такође се појавила у филмовима Повратак у игру и На путу, који су остварили лошу зараду на биоскопским благајнама и нису наишли на добар пријем код критичара.

### 2013— Садашњост
У марту 2011. године најављено је да ће Адамсова играти улогу Лоис Лејн у новом филму о Супермену Човек од челика. Режисер Зак Снајдер је у изјави поводом ове вести написао да је „поносан да најави да је улога отишла у руке Ејми Адамс, једне од најсвестранијих и најцењенијих глумица данашњице. Ејми поседује таленат потребан да прикаже све квалитете које волимо код Лоис: она је паметна, снажна, духовита, срдачна, амбициозна и наравно прелепа.“ Адамсова је два пута пре овога покушала да добије улогу Лејнове - у филму Повратак Супермена из 2006. и у адаптацији стрипа коју је планирао Џеј-Џеј Ејбрамс, али никада није угледала светлост дана. Изјавила је да је одрасла гледајући Супермена и да се један од њених снова из детињства остварио када је добила ову улогу: „Одувек сам се идентификовала са Лоис, она иде уз моју личност. Када се прилика да добијем ову улогу указала по трећи пут, помислила сам: 'У реду, ово је смешно. Морам да играм Лоис.' Знам да су други тумачили ову улогу, и да ће је тумачити после мене, али желела сам да оставим свој траг.“ Филм је почео са приказивањем јуна 2013. и зарадио је преко 600 милиона долара, иако су мишљења критичара била подељена. Неки су сматрали да нема довољно хемије између Адамсове и Хенрија Кавила, а Мара Рајнстин из „Ју-Ес Виклија“ написала је да је „Адамсова овде суморна као страница са читуљама.“ Други су похвалили њен приступ улози, међу њима Алонсо Дуралде из часописа „Вреп“ који је прокоментарисао да је она „вероватно прва глумица која не представља Лоис Лејн као девојку репортерку, већ као способну новинарку.“ Тод Макарти је за „Холивуд Репортер“ написао да Адамсова игра улогу „паметне, активне и модерне Лоис, којој је у појединим тренуцима потребно да буде спашена, али је увек спремна да буде у центру збивања.“
Исте године Адамсова је наступила у футуристичкој романтичној комедији Она режисера Спајка Џоунза, која је по оцени критичара један од најбољих филмова 2013. Мада су позитивни коментари углавном били резервисани за Хоакина Финикса и Скарлет Џохансон, критичари који су поменули Адамсову описали су њену изведбу као сјајну, изврсну, дирљиву и толико природну да изгледа као да не глуми. Ричард Корлис из Тајма написао је следеће у својој рецензији филма: „Упркос свим својим претходним достигнућима, Адамсова некако и даље успева да нас изненади својим разноврсним приказима младих америчких жена... У рукама Адамсове улога која је лако могла да прерасте у клише, постаје нешто интелигентно и дивно.“
Глумичин трећи филм из 2013. била је криминалистичка комедија Америчка превара Дејвида О. Расела у коме је тумачила улогу Сидни Просер, преваранткиње која се претвара да је британска богаташица и представља се под именом лејди Идит Гринзли. Филм је наишао на похвале критичара, који су позитивно оценили хемију међу глумцима и изведбу Адамсове. Дејвид Денби је у својој рецензији за „Њујоркер“ написао да је „невероватно живописана у свакој сцени.“ Питер Траверс из Ролинг стоуна прокоментарисао је да Адамсова након бројних споредних улога „у потпуности заслужује да буде у центру пажње.“ Џо Моргенстерн из „Вол стрит журнала“ похвалио је „опчињавајући интензитет којим приказује Синдину страст и бруталну амбицију.“ Адамсова је за изведбу у овом филму освојила Златни глобус и Награду филмских критичара за најбољу глумицу у комедији и била је номинована за Оскара и БАФТУ за најбољу глумицу у главној улози.

## Филмографија и дискографија
| Филмови             |                                          |               |                           |                                   |
| Година              | Српски назив                             | Изворни назив | Улога                     | Напомене                          |
| 1999.               | Цркни лепотице                           |               | Лесли Милер               |                                   |
| 2000.               | Луда журка на плажи                      |               | Марвел Ен                 |                                   |
| 2000.               | Кука од хрома                            |               | Џил Ројалтјубер           | кратки филм                       |
| 2000.               | Окрутне намере 2                         |               | Кетрин                    |                                   |
| 2002.               | Правило најјачих                         |               | Дорин                     |                                   |
| 2002.               | Бундевко                                 |               | Алекс                     |                                   |
| 2002.               | Како сам заволео Сару                    |               | Кејт                      |                                   |
| 2002.               | Ухвати ме ако можеш                      |               | Бренда Стронг             |                                   |
| 2004.               | Последње пребацивање                     |               | Алексис                   |                                   |
| 2005.               | Изнајмљени дечко                         |               | Ејми                      |                                   |
| 2005.               | Придошлица                               |               | Ешли                      |                                   |
| 2005.               | Остани на месту                          |               | Елиз                      |                                   |
| 2006.               | Рики Боби: Легенда брзине                |               | Сузан                     |                                   |
| 2006.               | Новчићи                                  |               | Шарлот Браун              | кратки филм                       |
| 2006.               | Тинејшес Ди: Трзалица судбине            |               |                           |                                   |
| 2006.               | Бивши дечко                              |               | Еби Марч                  |                                   |
| 2007.               | Суперпас                                 |               | Поли (глас)               |                                   |
| 2007.               | Зачарана                                 |               | Жизела                    |                                   |
| 2007.               | Рат Чарлија Вилсона                      |               | Бони Бах                  |                                   |
| 2008.               | Весело чишћење                           |               | Роуз Лорковски            |                                   |
| 2008.               | Живети за један дан                      |               | Делисија                  |                                   |
| 2008.               | Сумња                                    |               | сестра Џејмс              |                                   |
| 2009.               | Ноћ у музеју 2: Битка за Смитсонијан     |               | Амелија Ерхарт            |                                   |
| 2009.               | Џули и Џулија                            |               | Џули Пауел                |                                   |
| 2009.               | Месечева серенада                        |               | Џули                      |                                   |
| 2010.               | Љубав и неповерење                       |               | Шарлот Браун              | сегмент Новчићи Ворнера Лохлина   |
| 2010.               | Преступна година                         |               | Ана Брејди                |                                   |
| 2010.               | Борац                                    |               | Шарлин Флеминг            |                                   |
| 2011.               | Мапетовци                                |               | Мери                      |                                   |
| 2012.               | Мастер                                   |               | Пеги Дод                  |                                   |
| 2012.               | Повратак у игру                          |               | Мики Лобел                |                                   |
| 2012.               | На путу                                  |               | Џејн Ли                   |                                   |
| 2013.               | Човек од челика                          |               | Лоис Лејн                 |                                   |
| 2013.               | Америчка превара                         |               | Сидни Просер              |                                   |
| 2013.               | Она                                      |               | Ејми                      |                                   |
| 2014.               | Успаванка                                |               | Емили                     |                                   |
| 2014.               | Велике очи                               |               | Маргарет Кин              |                                   |
| 2016.               | Бетмен против Супермена: Зора праведника |               | Лоис Лејн                 |                                   |
| 2016.               | Долазак                                  |               | Луиз Бенкс                |                                   |
| 2016.               | Ноћне звери                              |               | Сузан Мороу               |                                   |
| 2017.               | Лига правде                              |               | Лоис Лејн                 |                                   |
| 2018.               | Човек из сенке                           |               | Лини Чејни                |                                   |
| 2020.               | Горштачка елегија                        |               | Беверли „Бев” Венс        |                                   |
| 2021.               | Лига правде Зека Снајдера                |               | Лоис Лејн                 |                                   |
| 2021.               | Жена на прозору                          |               | др Ана Фокс               |                                   |
| 2022.               | Зачарана 2                               |               | Жизела Филип              |                                   |
| Телевизијске серије |                                          |               |                           |                                   |
| Година              | Српски назив                             | Изворни назив | Улога                     | Напомене                          |
| 2000.               | Веселе седамдесете                       |               | Кат Питерсон              | епизода                           |
| 2000.               | Чари                                     |               | Маги Мерфи                | епизода                           |
| 2000.               | Зои, Данкан, Џек и Џејн                  |               | Дина                      | епизода                           |
| 2000.               | Градић Провиденс                         |               | Ребека „Бека“ Тејлор      | епизода                           |
| 2000.               | Бафи, убица вампира                      |               | Бет Маклеј                | епизода                           |
| 2001.               | Смолвил                                  |               | Џоди Мелвил               | епизода                           |
| 2002.               | Западно крило                            |               | Кети                      | епизода                           |
| 2004.               | Краљ брда                                |               | Мерилин / Мисти / Саншајн | 2 епизоде                         |
| 2004.               | Доктор Вегас                             |               | Алис Доерти               | 5 епизода                         |
| 2005—2006           | У канцеларији                            |               | Кејти                     | 3 епизоде                         |
| 2008.               | Уживо суботом увече                      |               | Домаћин                   | епизода                           |
| 2014.               | Врхунски Спајдермен                      |               | Калипсо                   | епизода                           |
| Дискографија        |                                          |               |                           |                                   |
| Година              | Назив филма                              | Назив песме   | Дискографска кућа         | Напомене                          |
| 2007.               | Зачарана                                 |               |                           | са Џејмсом Марсденом              |
| 2007.               | Зачарана                                 |               |                           |                                   |
| 2007.               | Зачарана                                 |               |                           |                                   |
| 2008.               | Живети за један дан                      |               |                           |                                   |
| 2011.               | Мапетовци                                |               |                           | са Џејсоном Сигелом               |
| 2011.               | Мапетовци                                |               |                           | са Мис Пиги                       |
| 2011.               | Мапетовци                                |               |                           | са Џејсоном Сигелом и Мапетовцима |

## Награде и номинације
| Година                                            | Категорија       | Филм                                                          | Освојила | Изгубила од                                                                    |
| ------------------------------------------------- | ---------------- | ------------------------------------------------------------- | -------- | ------------------------------------------------------------------------------ |
| Оскар                                             |                  |                                                               |          |                                                                                |
| 2005                                              | Придошлица       | Најбоља глумица у споредној улози                             | Не       | Рејчел Вајс (Брижни баштован)                                                  |
| 2008                                              | Сумња            | Најбоља глумица у споредној улози                             | Не       | Пенелопе Круз (Љубав у Барселони)                                              |
| 2010                                              | Боксер           | Најбоља глумица у споредној улози                             | Не       | Мелиса Лио (Боксер)                                                            |
| 2012                                              | Мастер           | Најбоља глумица у споредној улози                             | Не       | Ен Хатавеј (Јадници)                                                           |
| 2013                                              | Америчка превара | Најбоља глумица у главној улози                               | Не       | Кејт Бланчет (Несрећна Џасмин)                                                 |
| БАФТА                                             |                  |                                                               |          |                                                                                |
| 2008                                              | Сумња            | Најбоља глумица у споредној улози                             | Не       | Пенелопе Круз (Љубав у Барселони)                                              |
| 2010                                              | Боксер           | Најбоља глумица у споредној улози                             | Не       | Хелена Бонам Картер (Краљев говор)                                             |
| 2012                                              | Мастер           | Најбоља глумица у споредној улози                             | Не       | Ен Хатавеј (Јадници)                                                           |
| 2013                                              | Америчка превара | Најбоља глумица у главној улози                               | Не       | Кејт Бланчет (Несрећна Џасмин)                                                 |
| 2014                                              | Велике очи       | Најбоља глумица у главној улози                               |          |                                                                                |
| Златни глобус                                     |                  |                                                               |          |                                                                                |
| 2007                                              | Зачарана         | Најбоља главна глумица у играном филму (мјузикл или комедија) | Не       | Марион Котијар (Живот у ружичастом)                                            |
| 2008                                              | Сумња            | Најбоља споредна глумица у играном филму                      | Не       | Кејт Винслет (Читач)                                                           |
| 2010                                              | Боксер           | Најбоља споредна глумица у играном филму                      | Не       | Мелиса Лио (Боксер)                                                            |
| 2012                                              | Мастер           | Најбоља споредна глумица у играном филму                      | Не       | Ен Хатавеј (Јадници)                                                           |
| 2013                                              | Америчка превара | Најбоља главна глумица у играном филму (мјузикл или комедија) | Да       |                                                                                |
| 2014                                              | Велике очи       | Најбоља главна глумица у играном филму (мјузикл или комедија) | Да       |                                                                                |
| Награда Удружења глумаца                          |                  |                                                               |          |                                                                                |
| 2005                                              | Придошлица       | Најбоља глумица у споредној улози                             | Не       | Рејчел Вајс (Брижни баштован)                                                  |
| 2008                                              | Сумња            | Најбоља глумица у споредној улози                             | Не       | Кејт Винслет (Читач)                                                           |
| 2008                                              | Сумња            | Најбоља филмска постава                                       | Не       | глумачка постава филма Милионер са улице                                       |
| 2010                                              | Боксер           | Најбоља филмска постава                                       | Не       | глумачка постава филма Краљев говор                                            |
| 2010                                              | Боксер           | Најбоља глумица у споредној улози                             | Не       | Мелиса Лио (Боксер)                                                            |
| 2013                                              | Америчка превара | Најбоља филмска постава                                       | Да       |                                                                                |
| Награда Спирит                                    |                  |                                                               |          |                                                                                |
| 2005                                              | Придошлица       | Најбоља глумица у споредној улози                             | Да       |                                                                                |
| Награда Удружења телевизијских филмских критичара |                  |                                                               |          |                                                                                |
| 2005                                              | Придошлица       | Најбоља глумица у споредној улози                             | Да       |                                                                                |
| 2007                                              | Зачарана         | Најбоља глумица у главној улози                               | Не       | Џули Кристи (Далеко од ње)                                                     |
| 2008                                              | Сумња            | Најбоља филмска постава                                       | Не       | глумачка постава филма Милк                                                    |
| 2010                                              | Боксер           | Најбоља глумица у споредној улози                             | Не       | Мелиса Лио (Боксер)                                                            |
| 2010                                              | Боксер           | Најбоља филмска постава                                       | Да       |                                                                                |
| 2012                                              | Мастер           | Најбоља глумица у споредној улози                             | Не       | Ен Хатавеј (Јадници)                                                           |
| 2013                                              | Америчка превара | Најбоља глумица у комедији                                    | Да       |                                                                                |
| 2013                                              | Америчка превара | Најбоља филмска постава                                       | Да       |                                                                                |
| Награда Националног удружења филмских критичара   |                  |                                                               |          |                                                                                |
| 2005                                              | Придошлица       | Најбоља глумица у споредној улози                             | Да       |                                                                                |
| 2010                                              | Боксер           | Најбоља глумица у споредној улози                             | Не       | Оливија Вилијамс (Писац из сенке)                                              |
| 2012                                              | Мастер           | Најбоља глумица у споредној улози                             | Да       |                                                                                |
| Награда Удружења интернет филмских критичара      |                  | Најбоља глумица у споредној улози                             |          |                                                                                |
| 2005                                              | Придошлица       | Најбоља глумица у споредној улози                             | Не       | Марија Бело (Насилничка прошлост)                                              |
| 2008                                              | Сумња            | Најбоља глумица у споредној улози                             | Не       | Мариса Томеј (Рвач)                                                            |
| 2010                                              | Боксер           | Најбоља глумица у споредној улози                             | Не       | Хејли Стајнфелд (Човек звани храброст)                                         |
| 2012                                              | Мастер           | Најбоља глумица у споредној улози                             | Не       | Ен Хатавеј (Јадници)                                                           |
| Награда Удружења бостонских филмских критичара    |                  |                                                               |          |                                                                                |
| 2010                                              | Боксер           | Најбоља глумачка постава                                      | Да       |                                                                                |
| Награда Емпајер                                   |                  |                                                               |          |                                                                                |
| 2013                                              | Америчка превара | Најбоља глумица                                               | Не       | Ема Томпсон (Спасавање господина Банкса)                                       |
| Награда Сателит                                   |                  |                                                               |          |                                                                                |
| 2005                                              | Придошлица       | Најбоља глумица у споредној улози                             | Не       | Лора Лини (Лигња и кит)                                                        |
| 2007                                              | Зачарана         | Најбоља глумица у главној улози (мјузикл или комедија)        | Не       | Елен Пејџ (Џуно)                                                               |
| 2010                                              | Боксер           | Најбоља глумица у споредној улози                             | Не       | Џеки Вивер (Животињско царство)                                                |
| 2012                                              | Мастер           | Најбоља глумица у споредној улози                             | Не       | Ен Хатавеј (Јадници)                                                           |
| 2013                                              | Америчка превара | Најбоља глумица у главној улози                               | Не       | Кејт Бланчет (Несрећна Џасмин)                                                 |
| МТВ филмска награда                               |                  |                                                               |          |                                                                                |
| 2007                                              | Зачарана         | Најбоља улога у комедији                                      | Не       | Џони Деп (Пирати са Кариба: На крају света)                                    |
| 2007                                              | Зачарана         | Најбоља женска улога                                          | Не       | Елен Пејџ (Џуно)                                                               |
| 2007                                              | Зачарана         | Најбољи пољубац (са Патриком Демпсијем)                       | Не       | Бријана Евиган и Роберт Хофман (Ухвати ритам 2)                                |
| 2010                                              | Боксер           | Најбоља туча                                                  | Не       | Роберт Патинсон, Брајс Далас Хауард и Завијер Самјуел (Сумрак сага: Помрачење) |
| 2013                                              | Америчка превара | Најбоља женска улога                                          | Не       | Џенифер Лоренс (Игре глади: Лов на ватру)                                      |
| 2013                                              | Америчка превара | Најбољи филмски дуо (са Кристијаном Бејлом)                   | Не       | Вин Дизел и Пол Вокер (Паклене улице 6)                                        |
| 2013                                              | Америчка превара | Најбољи пољубац (са Џенифер Лоренс)                           | Не       | Ема Робертс, Џенифер Анистон и Вил Полтер (Ми смо Милерови)                    |